# Stargate Universe
Stargate Universe és una sèrie televisiva de ciència-ficció, part de la franquícia Stargate emesa entre 2009 i 2011.Segueix les aventures d'un equip d'exploració multinacional incapaç de tornar a la Terra després d'haver de ser evacuats d'emergència a la Destiny, una nau Antiga que viatja per les regions més remotes de l'Univers

## Argument
Després de descobrir el misteri del novè chevron, un grup de militars, civils i científics que habitaven la base secreta Ícar es veuen forçats a creuar prematurament l'stargate quan la base és atacada per l'aliança Luciana. Com a resultat, viatgen a l'interior de la nau Destiny (Destí), llançada pels antics en l'època daurada de la seva civilització com un experiment posat en marxa però mai finalitzat.
El que comença com un accident, acaba sent una missió sense fi quan la improvisada expedició s'adona que la nau no pot tornar a la Terra i ara han de sobreviure a bord.
La tripulació viatjarà als confins de l'univers, complint així amb la missió original de la Destiny: plantar portes estel·lars en tots els planetes de l'univers. Sorgeixen reptes en acostar la nau a les portes enviades fa milers d'anys i no poder la tripulació canviar la ruta de navegació de la nau. Si algú es queda enrere, no es podrà tornar a buscar-lo, afegint això al drama de trobar noves races, enemics i aventures.

## Càsting i personatges

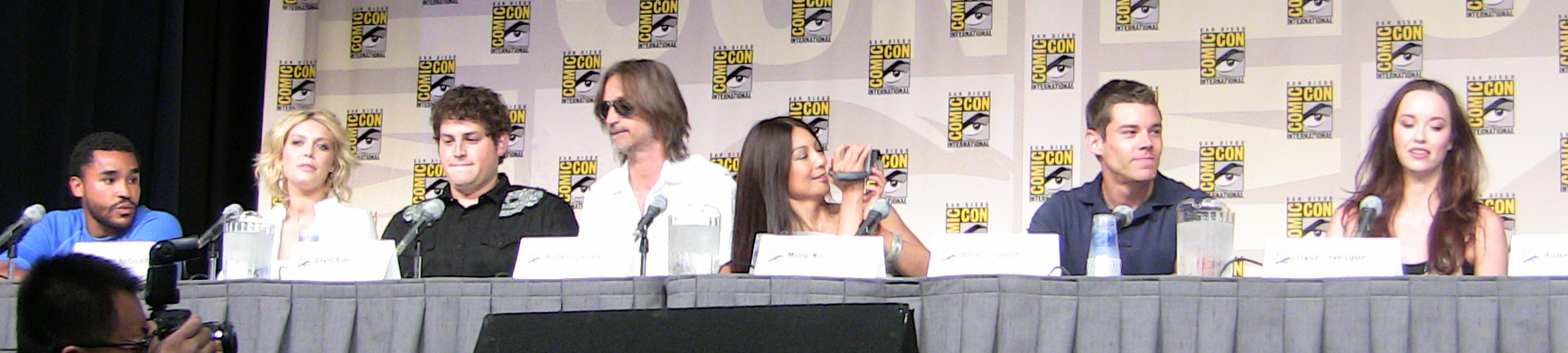
Els actors de Stargate Universe al Comic Con del 2009.

- Dr. Nicholas Rush (Robert Carlyle): És un brillant i maquiavèl·lic científic escocès. Després de la mort de la seva esposa, es va dedicar en cos i ànima al seu treball, el qual el sobreposa a qualsevol cosa. És una eminència en els estudis sobre la tecnologia dels antics i se centre molt en el novè chevron. La tripulació de la nau creu que Rush perd el cap, però sempre hi ha un perquè lògic de les seves accions. La creació d'aquest personatge va ser esmentada en el blog del productor Joseph Mallozzi a mitjans de novembre del 2008.

- Coronel Evertt Young (Justin Louis): Un home amb caràcter que va ser líder d'un equip SG, però es va apartar de les missions perquè es va casar fa dos anys amb la seva dona actual Hailey. És el comandant militar de la base Ícar. La pèrdua de dos membres del seu equip fa diversos anys l'ha portat a no donar mai res per fet, i estar preparats per qualsevol cosa. Té diversos conflictes ideològics amb el Dr. Rush durant la sèrie.